# Svarttjärnen (Sånga socken, Ångermanland)
Svarttjärnen är en sjö i Sollefteå kommun i Ångermanland och ingår i Ångermanälvens huvudavrinningsområde.